# Ernesto Prinoth
Ernesto Prinoth (Urtijëi, 15 april 1923 – Innsbruck, 26 november 1981) was een Italiaans Formule 1-coureur en de oprichter van Prinoth AG, een fabrikant van pistenbully's.

## Loopbaan
In 1961 nam Prinoth al deel aan niet-kampioenschapsraces van de Formule 1 met een Lotus 18. In zijn debuutrace in de Grand Prix van Wenen behaalde hij meteen een derde plaats, die hij later in het jaar bij de Coppa Italia wist te verbeteren naar een tweede plaats. Hij nam ook deel aan Formule 1-races die wel deel uitmaakten van het kampioenschap, namelijk zijn thuisrace in 1961 en 1962 voor het team Lotus. In beide races wist hij zich echter niet te kwalificeren.
In 1981 overleed Prinoth op 58-jarige leeftijd aan een hartaanval tijdens zijn werk op het skiresort in Innsbruck.